# Condado de Shelby (Kentucky)
El condado de Shelby (en inglés: Shelby County), fundado en 1792, es uno de 120 condados del estado estadounidense de Kentucky. En el año 2000, el condado tenía una población de 33,337 habitantes y una densidad poblacional de 34 personas por km². La sede del condado es Shelbyville.

## Geografía
Según la Oficina del Censo, el condado tiene un área total de 1000 km² (386,1 mi²), de la cual 995 km² (384,2 mi²) es tierra y 5 km² (1,9 mi²) (0.38%) es agua.

### Condados adyacentes
- Condado de Henry (norte)
- Condado de Franklin (este)
- Condado de Anderson (sureste)
- Condado de Spencer (suroeste)
- Condado de Jefferson (oeste)
- Condado de Oldham (noroeste)

## Demografía
Según la Oficina del Censo en 2000, los ingresos medios por hogar en el condado eran de $45,534, y los ingresos medios por familia eran $52,764. Los hombres tenían unos ingresos medios de $35,484 frente a los $25,492 para las mujeres. La renta per cápita para el condado era de $20,195. Alrededor del 9.90% de la población estaban por debajo del umbral de pobreza.

## Localidades
| - Bagdad - Chestnut Grove - Christianburg - Clark - Clay Village - Cropper - Finchville | - Harrisonville - Hemp Ridge - Hooper - Mt. Eden - Mulberry - Olive Branch - Peytona | - Pleasureville - Scotts Station - Shelbyville - Simpsonville - Southville - Todds Point - Waddy |